# Olympische Winterspiele 1984/Teilnehmer (Nordkorea)
| Gelbes Symbol für Goldmedaillen mit stilisierten Olympischen Ringen | Graues Symbol für Silbermedaillen mit stilisierten Olympischen Ringen | Braundes Symbol für Bronzemedaillen mit stilisierten Olympischen Ringen |
| ------------------------------------------------------------------- | --------------------------------------------------------------------- | ----------------------------------------------------------------------- |
| —                                                                   | —                                                                     | —                                                                       |

Nordkorea nahm an den Olympischen Winterspielen 1984 in Sarajevo mit einer Delegation von sechs Eisschnellläufern (3 Frauen, 3 Männer) teil. Im Ri-bin wurde als Fahnenträger der nordkoreanischen Mannschaft zur Eröffnungsfeier ausgewählt.

## Teilnehmer nach Sportarten

### Eisschnelllauf
| Damen: - Han Chun-ok 1000 m: 29. Platz 1500 m: 20. Platz 3000 m: 17. Platz - Kim Chang-hae 1500 m: 25. Platz 3000 m: 20. Platz - Pak Gum-hyon 1000 m: 19. Platz 1500 m: 19. Platz 3000 m: 16. Platz | Herren: - Im Ri-bin 1000 m: 35. Platz 1500 m: 31. Platz 5000 m: 23. Platz 10.000 m: 29. Platz - Kim Hwang-hyun 1000 m: 38. Platz 1500 m: 36. Platz 5000 m: 33. Platz - Kim Song-hui 500 m: 37. Platz 1000 m: 36. Platz |